# Ilse Collignon

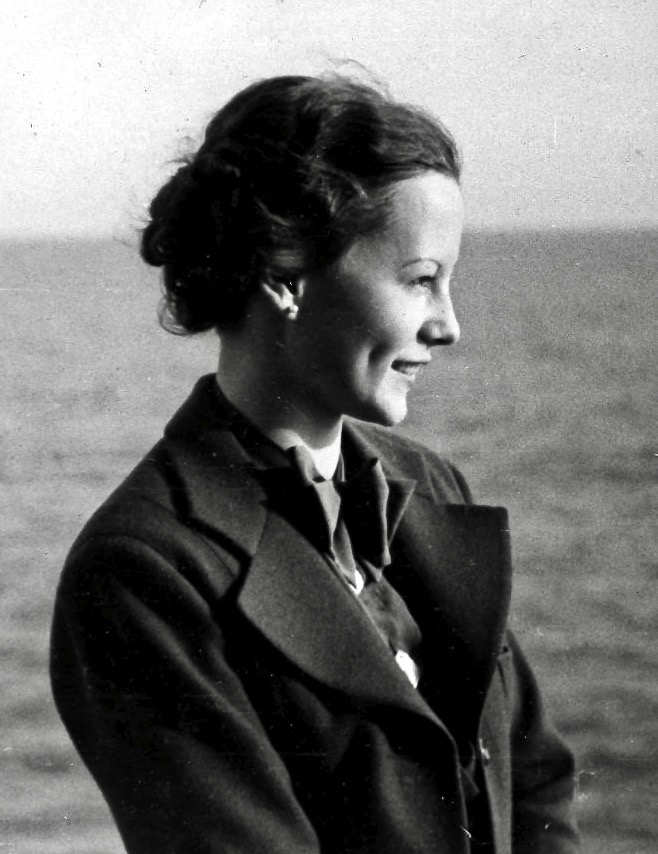
Ilse Riefenstahl, um 1936

Ilse Collignon (* 12. August 1913 in Elbing, Westpreußen; † 5. Dezember 2003 in München), geboren als Ilse Margarete Rehtmeyer, auch Ilse Margarete Riefenstahl, war eine deutsche Journalistin, Literaturagentin und Autorin. Sie war die Schwägerin von Leni Riefenstahl.
Ilse Rehtmeyer wurde als Tochter eines Lehrers geboren. 1935 heiratete sie den seinerzeit als  „Traumpartie“ geltenden Ingenieur Heinz Riefenstahl, den jüngeren Bruder der Schauspielerin und Regisseurin Leni Riefenstahl. Mit ihm hatte sie zwei Kinder, Eckart und Uta. Am 19. Dezember 1942 wurde das Ehepaar geschieden. 1943 heiratete Ilse Riefenstahl den Kameramann, Fotografen und Kriegsberichterstatter Klaus Collignon. Die Ehe wurde nach dem Krieg geschieden.
Ilse Collignon veröffentlichte über eine Zeitspanne von rund drei Jahrzehnten mehrere Romane. Ihr letztes Werk setzt sich kritisch mit ihrer Schwägerin Leni Riefenstahl und deren Rolle während der Zeit des Nationalsozialismus auseinander.

## Werke
Einzelne Titel erschienen auch in französischer, niederländischer und tschechischer Sprache.
- Kehr zurück, Liebe. Lichtenberg Verlag, München 1963. OCLC 73301735
- Nach dieser Nacht. Lichtenberg Verlag, München 1964. OCLC 73301738
- Nur du, kleine Tanja. Moewig, München 1965. OCLC 73301742
- Nick und Tanja. Dörner, Düsseldorf 1965. OCLC 73301739
- Endstation Rom. Dörner, Düsseldorf 1966. OCLC 74934458
- Leb wohl, Julia. Moewig, München 1967. OCLC 73673992
- Unruhige Töchter. Dörner, Düsseldorf 1967. OCLC 73673998
- Ein Kuss zuviel. Moewig, München 1969. OCLC 73672537
- Damals auf Ronkallen. Bastei-Verlag, Bergisch Gladbach 1969. OCLC 76430656
- Die Schuld der Sylvia Sanders. Bastei-Verlag, Bergisch Gladbach 1971. OCLC 73883240
- Vergiss was gestern war. Kelter, Hamburg 1973. OCLC 721734128
- Insel der zärtlichen Spiele. Schneekluth, München 1977. ISBN 978-3-7951-3012-1.
- Glück ist kein Traum. Marken, Köln 1977. OCLC 718279104
- Doch immer bleibt die Hoffnung. Glöss, Hamburg 1981. ISBN 3872610333.
- Endstation Rom. Naumann & Göbel, Köln 1987. ISBN 978-3-625-20062-8.
- Das Geheimnis der Dagmar B. / Vergiss, wenn du kannst. Naumann & Göbel, Köln 1989. ISBN 978-3-625-20117-5.
- „Liebe Leni…“ – Eine Riefenstahl erinnert sich. Langen-Müller, Stuttgart 2003. ISBN 978-3-7844-2915-1.